# Pico do Carvão (Urzelina)

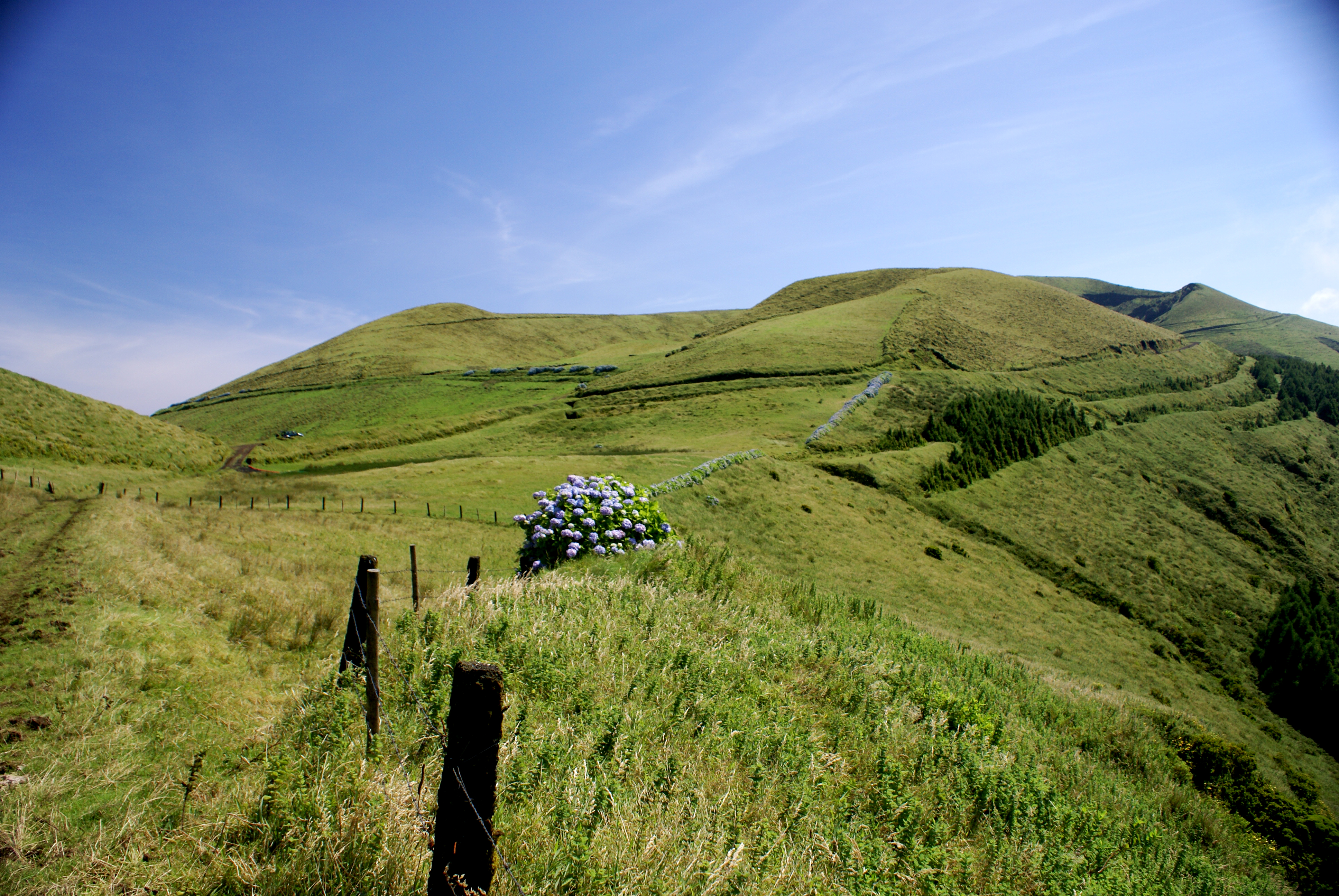
Pico do Carvão, paisagem.

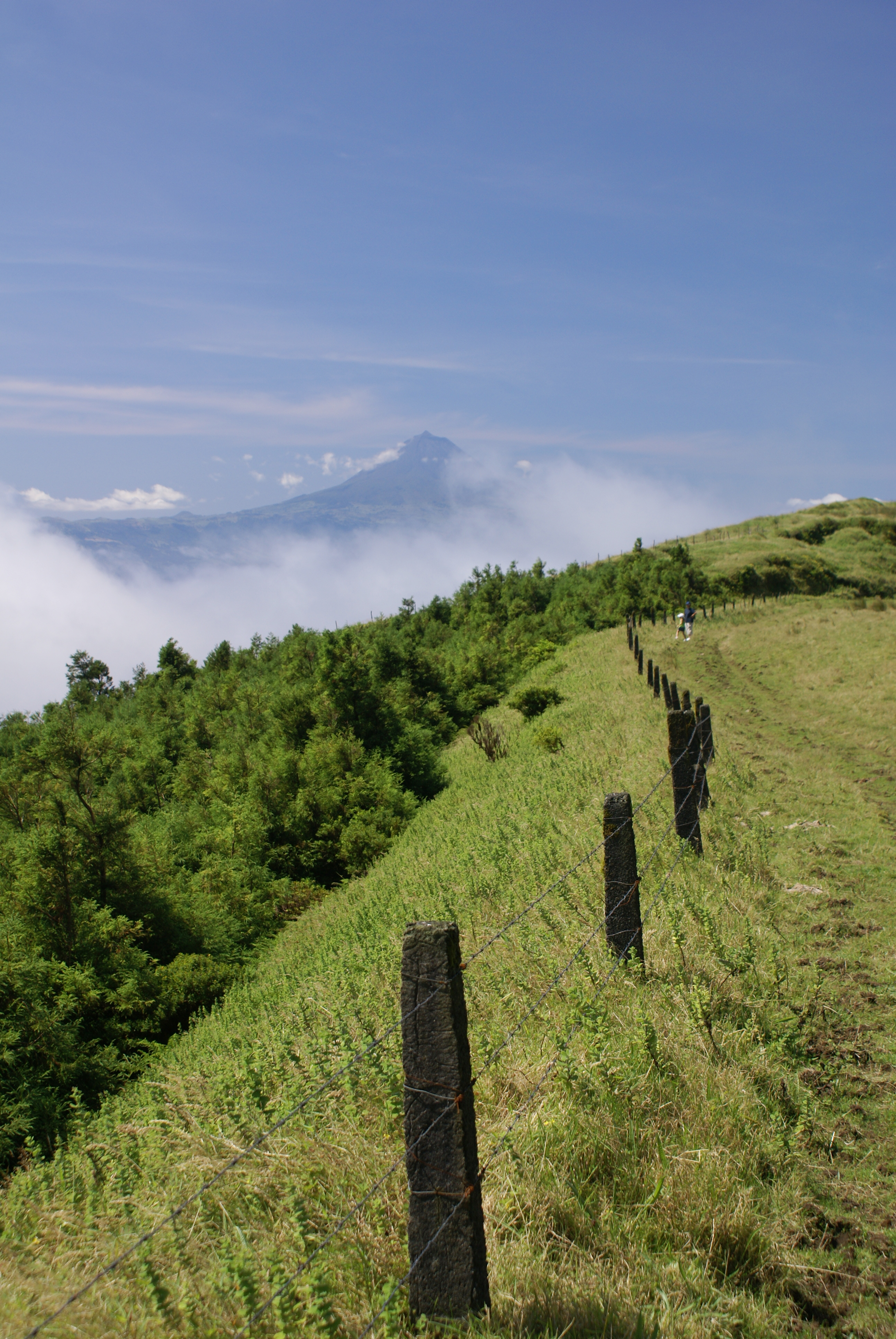
ilha do Pico, vista do cimo do Pico do Carvão.

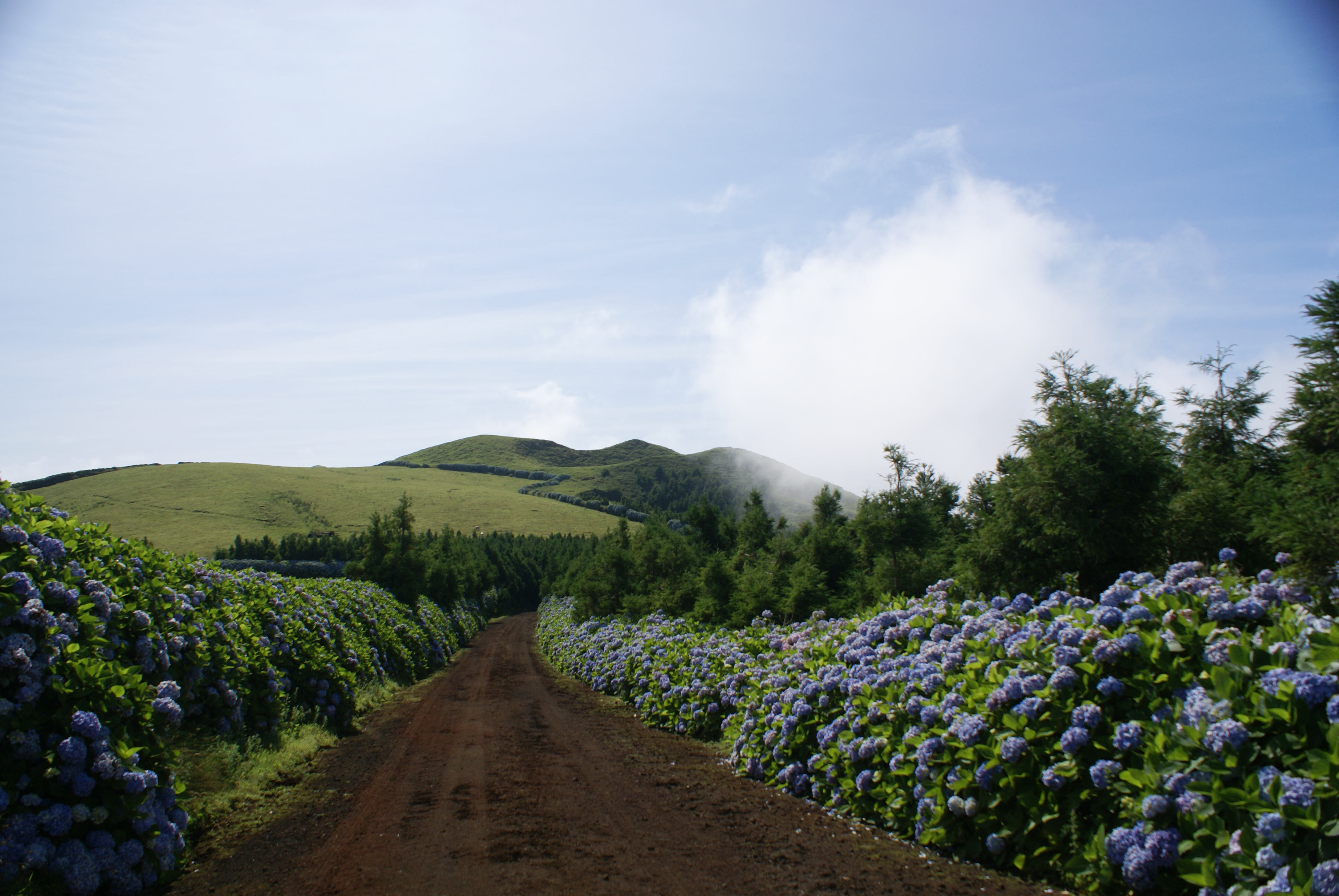
As estradas floridas do Pico do Carvão.

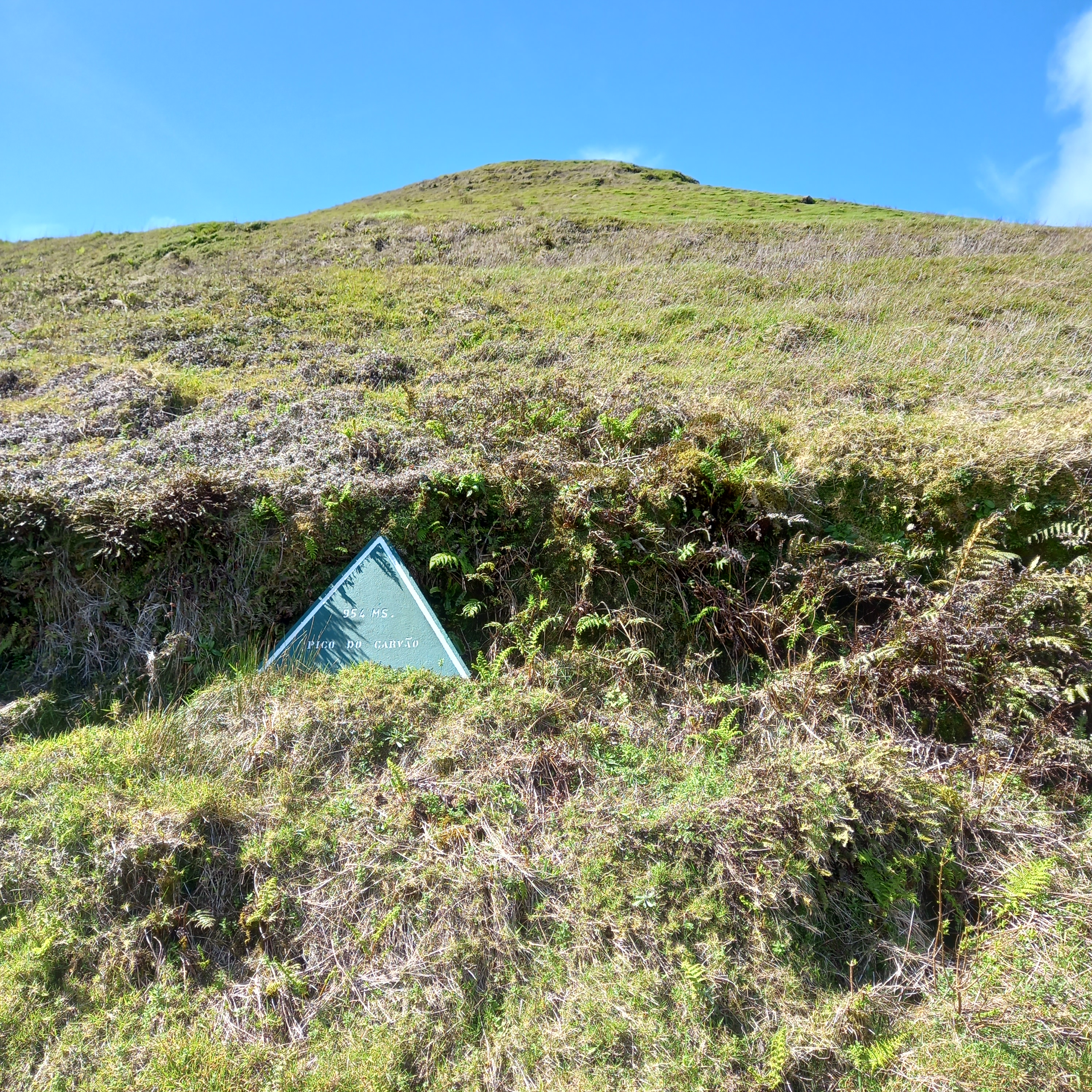
Pico do Carvão

O Pico do Carvão é uma elevação portuguesa localizada na freguesia açoriana da Urzelina, concelho de Velas, ilha de São Jorge, arquipélago dos Açores.
Este acidente geológico que faz parte da Reserva Florestal Parcial do Pico do Carvão encontra-se geograficamente localizado próximo da Urzelina, nas cordenadas de Latitude de 38.65° e de Longitude de 28.08°. Encontra-se intimamente relacionado com maciço montanhoso central da ilha de são Jorge do qual faz parte.
Encontra-se nas imediações do Pico do Pedro, do Pico da Junça e do Pico Verde. Nas suas encostas nasce a Ribeira de Santo António que desagua na costa norte da ilha de São Jorge, precipitando-se de uma falésia com cerca de 500 metros de altitude, depois de atravessar a localidade de Santo António.
Esta formação geológica localizada a 875 metros de altitude acima do nível do mar apresenta escorrimento pluvial para a costa marítima e deve na sua formação geológica a um escorrimento lávico e piroclástico muito antigo.